# Mark Sink

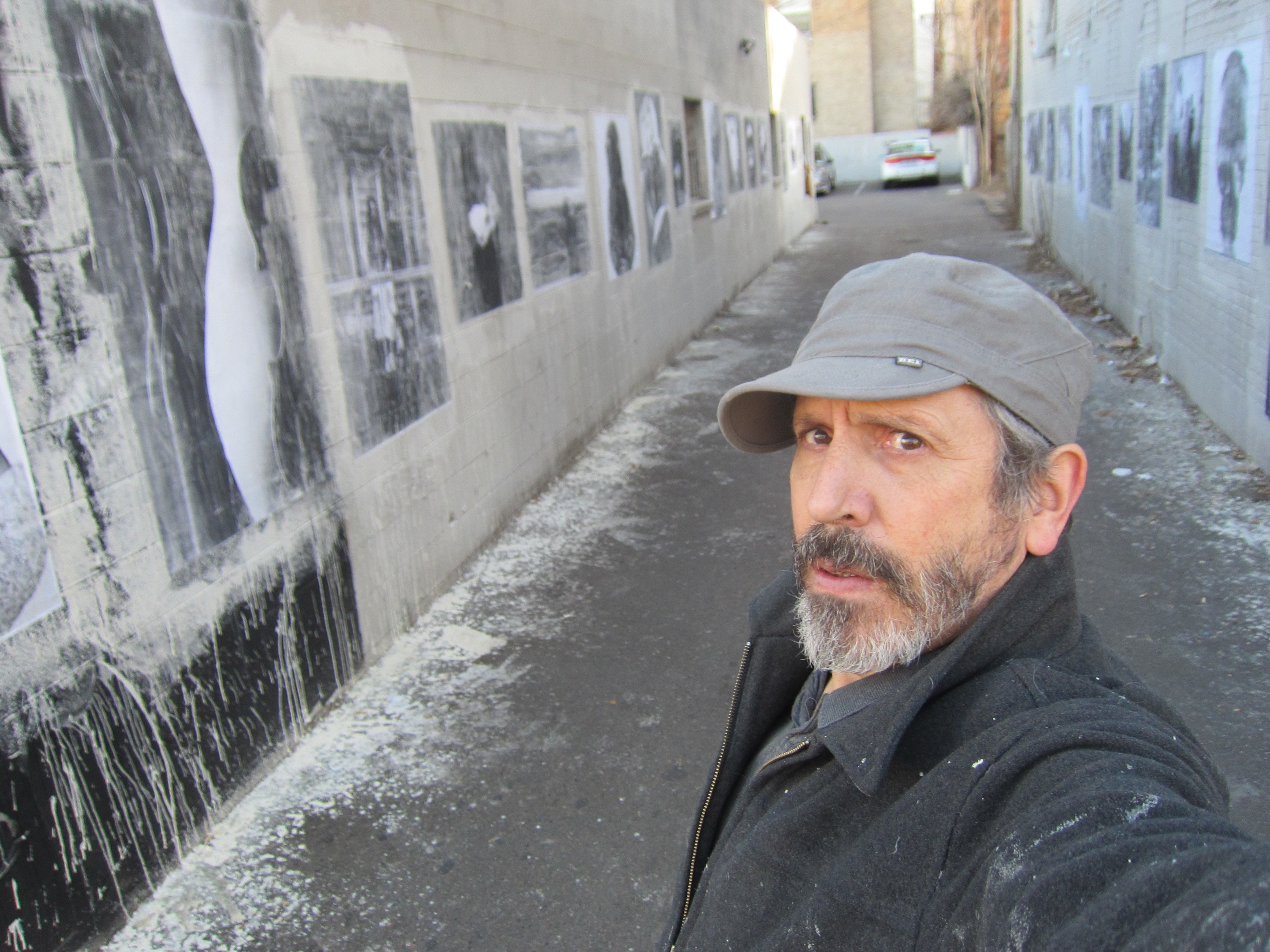
Mark Sink

Mark Sink (* 1958 in Denver) ist ein amerikanischer Fotograf.

## Werdegang
Mark Sink begann seine Arbeit mit einer Diana, einer 120mm Plastik-Spielzeugkamera; ihre Weichzeichnung und Wechselhaftigkeit kreieren romantische Schwarzweiß-Fotografien. Mit diesem einfachen Werkzeug hat Sink bewegte und intime Porträts von Jean-Michel Basquiat, Warhol und Rene Ricard, Grace Jones, Keith Haring, Adam Fuss, Edward Ruscha, Uma Thurman angefertigt. Im Laufe der Zeit sind Arbeiten in der Dunkelkammer, digital, im Siebdruck, im trockenen Gelatineverfahren, als Polaroid, Cyanotypien, und als Platindrucke entstanden. In den 2000er Jahren haben Sink und seine Partnerin Kristen Hatgi Sink eine frühe Form der Fotografie, Kollodium-Nassplatte, für seine Porträts genutzt. Abgebildet wurden befreundete Fotografen und Models, aber auch Gouverneur John Hickenlooper, Gogol Bordello, Ryan McGinley und Dennis Hopper.
Mark Sink lebt mit seiner Frau Kristen Hatgi in Denver (Colorado).

## Ausstellungen
Seine Porträts und andere Arbeiten wurden in den Vereinigten Staaten, Südamerika und Europa ausgestellt. Unter anderem wurden seine Arbeiten im Whitney Museum of American Art, Denver Art Museum, Museum of Contemporary Art Denver, Boulder Museum of Contemporary Art, Jeffery Deitch Projects, Kinsey Institute, und MUFOCO, in Gruppen- und Einzelausstellungen gezeigt. Sink hat unter anderem als Journalist für Magazine wie Vogue, ArtForum, Art in America, Interview Magazine, Aspen Magazine und MGF gearbeitet.

## Wirken

### Month of Photography (MoP Denver)
Mark Sink ist der Gründer und Direktor des Month of Photography Denver (MoP). Seit 2004, als das Festival an Bekanntheit gewann, koordiniert Sink halbjährlich über 180 regionale Galerien, Museen und Kunsträume, um nationale und internationale Kunst in Colorado zu zelebrieren. In den letzten Jahren des MoP Festival war RedLine der Gastgeber für die Hauptausstellungen, die von Mark Sink kuratiert wurden. 2017 hat das Colorado Photographic Arts Center, neben ihren eigenen Ausstellungsräumen, auch im RedLine Project Space ausgestellt.

### Denver Salon/Denver Collage Club
Sink hat Organisationen gegründet, die sich der gegenwärtigen innovativen Fotografie und Kunst widmen. Der Denver Salon wurde 1992 gegründet und wurde 2014 zum Denver Collage Club, der Gegenwartskunst von lebenden Künstlern und Organisationen aus Denver ausstellt. Der Denver Collage Club ist ein aktiver Teilnehmer des Month of Photography.

### Big Picture/Festival of Light
Das Big Picture ist ein Teil des MoP. Es handelt sich um ein internationales Street-Art-Austauschprogramm, in dem Fotografien in über fünfzig Städten weltweit mit Kleister an öffentlichen Orte angebracht werden. Der Month of Photography Denver ist Teil des internationalen Festival of Light, einer Kollaboration von Fotografie Festivals aus aller Welt, unter anderem Denver, Paris, Houston, Aleppo, Buenos Aires, Derby, Mexiko-Stadt, Montreal und Toronto.

### Museum of Contemporary Art Denver
1996 haben Mark Sink, Dale Chisman, Marine Graves und Lawrence Argent sich mit Philanthropin Sue Cannon zusammengeschlossen, um Denvers erstes Museum of Contemporary Art zu eröffnen. Bevor das MCA 2007 in seinen festen Standort zog, war Mark Sink bis 2000 einer der Direktoren des Museums und blieb bis 2005 als ursprüngliches Mitglied des Gründungsteams ein Teil des Vorstands.

### Gallery Sink
Parallel zur Planung des MCA Denver eröffnete Mark Sink 1998 seine eigene Kunstgalerie Gallery Sink in der historischen Denver-Highland-Nachbarschaft. Zu den ausgestellten Künstlern gehörten Andy Warhol, Alice Neel, Chris Makos, Marie Cosindas, Paul Outerbridge, Walter Chappell, Winter Prather, Imogen Cunningham und andere. Die Gallery Sink feierte über mehrere Jahre hinweg Erfolge bis zum Börsenkrach; zur selben Zeit entschied Sink, sich auf seine eigene Arbeit als Künstler zu fokussieren, während er seine Arbeit als Kurator und Kunstberater freiberuflich ausübte und den Month of Photography entwickelte. Mark Sink ist seit 1995 als Lehrer, Gastprofessor und Kritiker für Fotografie in den Vereinigten Staaten tätig. Nachdem seine Galerie einen nomadischen Charakter angenommen hat, reist Sink zu Fotografiefestivals und war Teil der Jury für unter anderem FotoFest, CENTER, PhotoLucida, PhotoFence, Palm Springs Photo Festival in New York und Arizona.

## Veröffentlichungen (Auswahl)
Mark Sinks letzte Veröffentlichungen sind unter anderem ein Artikel über seine Retrospektive des Byers-Evans House Museum, Interviews mit Colorado Public Radio über Andy Warhol und Jean-Michel Basquiat, und Artikel in Denver Westword sowie die internationale Berichterstattung über den Month of Photography 2017 in L’Oeil De La Photographie und Seities Magazine, und zum Wet Plate Day. Seine Interviews über The Andy Warhol Diaries und sein Name sind Teil des The Andy Warhol Diaries Index, sowie einer Retrospektive von Warhols Arbeiten in Fort Collins, wo sich Sink und Warhol kennenlernten. Sinks journalistische Arbeiten sind in TIME, Mother Jones, und im Getty Images Archiv zu finden.